# Rittergut Hilmersdorf

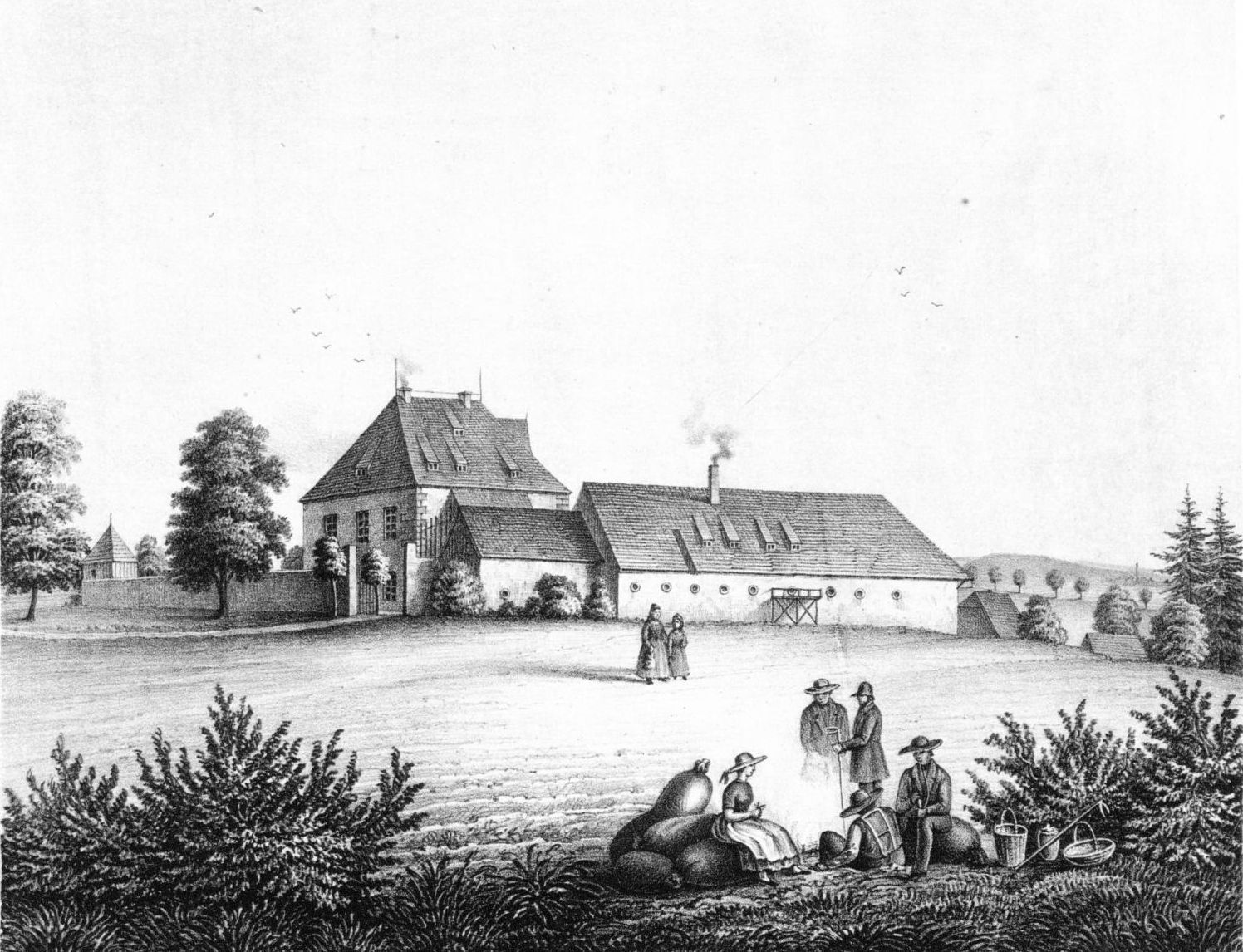
Rittergut Hilmersdorf, um 1860

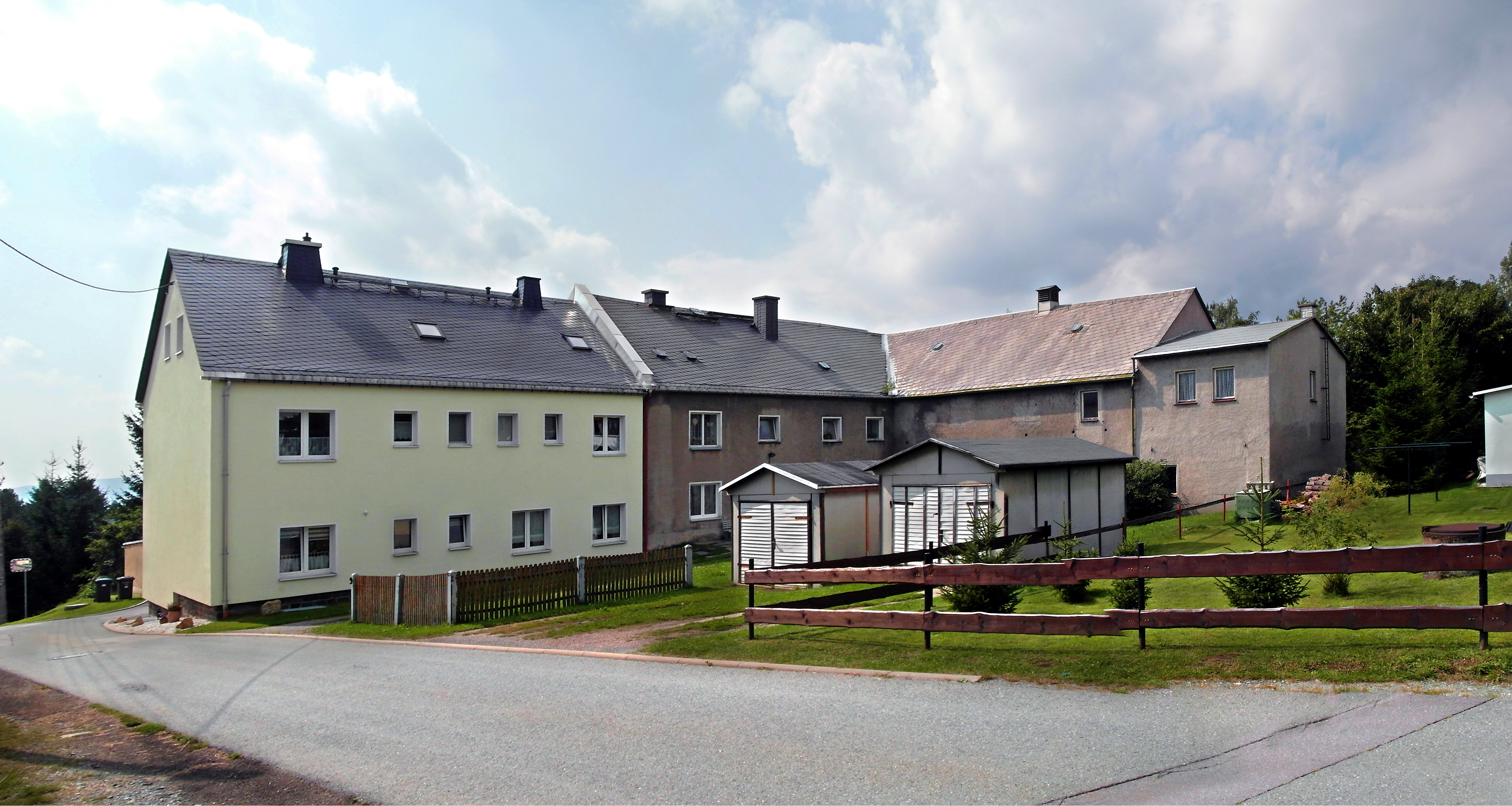
Rittergut Hilmersdorf, 2017

Das Rittergut Hilmersdorf war ein sächsisches Mannlehngut im gleichnamigen heutigen Ortsteil Hilmersdorf der  Stadt Wolkenstein im Erzgebirgskreis.

## Geographische Lage
Das frühere Rittergut Hilmersdorf liegt auf einer Hochebene, etwa 4,5 Kilometer vom Stadtzentrum von Wolkenstein entfernt. Das Areal des Gutes betrug ursprünglich 251 Acker. Darunter waren 215 Acker Feld, 20 Acker Wiese, 14 Acker Holz und zwei Acker Teiche.

## Geschichte
Am 11. Juli 1582 entstand durch Ankauf von vier Höfen mit je einer Hufe das amtssässige Rittergut Hilmersdorf als Mannlehngut – bis auf sieben Höfen hatten alle weiteren des Ortes Frondienste zu leisten.
Das alte Herrenhaus des Rittergutes wurde im 17. Jahrhundert vom Freiherren von Ziesky neuerbaut und ist heute in stark veränderter Form erhalten. Seit Anfang des 19. Jahrhunderts wechselten in schneller Reihenfolge die Besitzer, darunter die Herren Seltmann und A. Höckner.
Der Ackerbau des Ritterguts Hilmersdorf gewährte aufgrund der Höhenlage und des relativ steinigen Bodens nur mittelmäßige Ernten von Feldfrüchten, dagegen gedieh der Flachsbau nirgends in Sachsen so wohl als in Hilmersdorf und den umliegenden Orten Großrückerswalde, Mildenau, Wiesa, Schönbrunn, Drebach und Geringswalde. Den Flachs verkaufte man meist nach Böhmen und der Lausitz und spann nur einen kleineren Teil selbst, verwebte aber auch dieses Garn nicht zur Hälfte. Rindviehzucht wurde in bedeutender Stärke und mit gutem Lohn getrieben, da der Ertrag der dortigen Wiesen durch Bewässerung sehr erhöht wurde.
Ort und Rittergut Hilmersdorf gehörten im 19. Jahrhundert zum Gerichtsamt Wolkenstein, zum Bezirksgericht Annaberg, zur Amtshauptmannschaft Niederforchheim und zum Regierungsbezirk Zwickau.